# (2710) Veverka
(2710) Veverka es un asteroide perteneciente al cinturón de asteroides descubierto por Edward L. G. Bowell desde la Estación Anderson Mesa, en Flagstaff, Estados Unidos, el 23 de marzo de 1982.

## Designación y nombre
Veverka fue designado inicialmente como 1982 FQ.
Más adelante se nombró en honor del astrónomo estadounidense Joseph Veverka.

## Características orbitales
Veverka está situado a una distancia media del Sol de 2,424 ua, pudiendo alejarse hasta 2,741 ua y acercarse hasta 2,107 ua. Tiene una excentricidad de 0,1307 y una inclinación orbital de 3,112 grados. Emplea 1379 días en completar una órbita alrededor del Sol.

## Características físicas
La magnitud absoluta de Veverka es 13,3.